# مارشال بولندا
مارشال بولندا (بالبولندية: Marszałek Polski) أعلى رتب الجيش البولندي والتي تم منحها لستة أفراد فقط على مدار التاريخ وتوازي رتبتي فيلد مارشال وجنرال الجيش في الجيوش العاملة الأخرى، وتحمل الرمز (OF-10) في جيوش الناتو.

## التاريخ

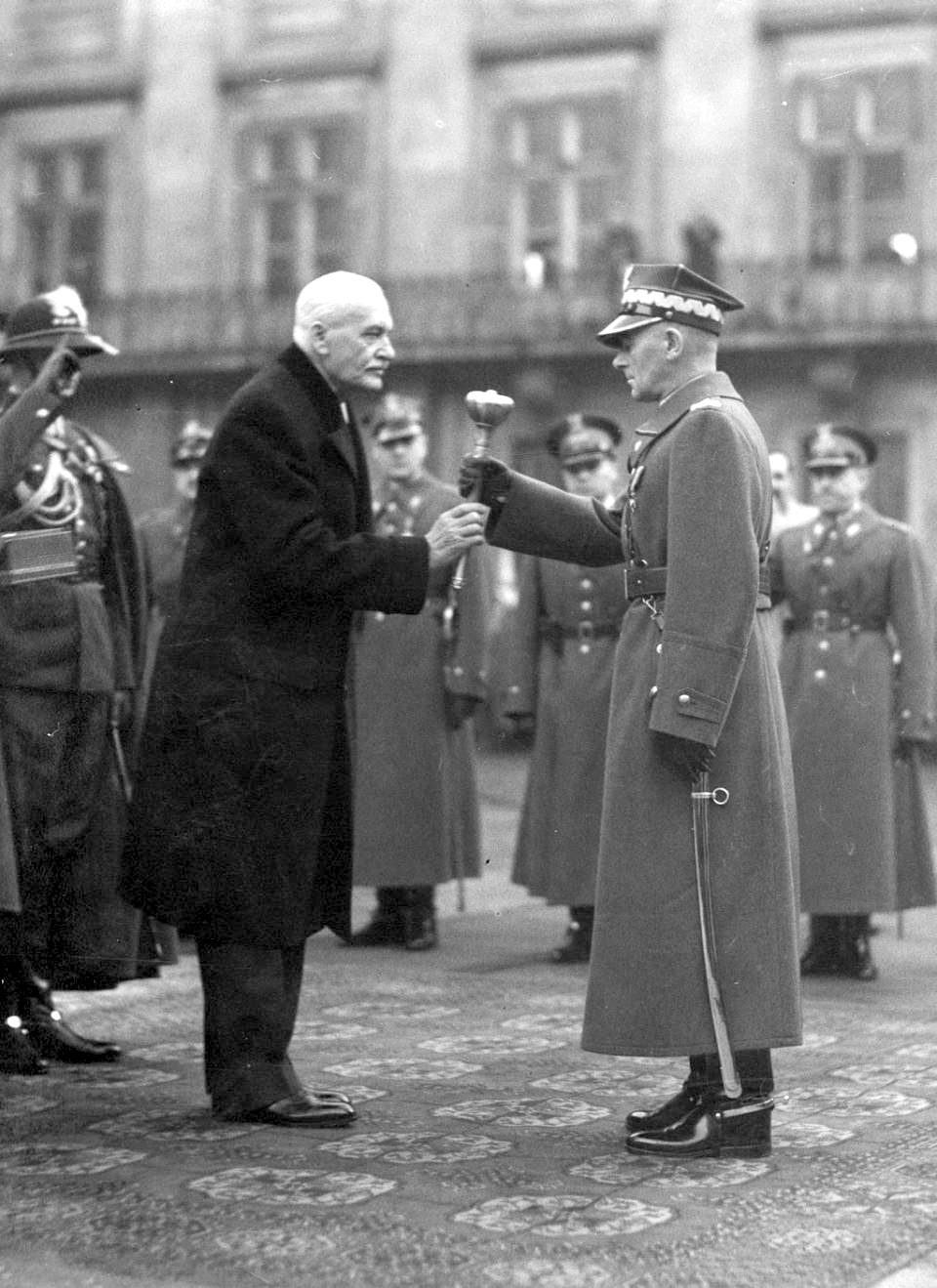
إدوارد ريدز سميغلي يتسلم عصا القيادة من الرئيس البولندي إغناتسي موستسيتسكي، وارسو، 10 نوفمبر، 1936.

مارشال بولندا رتبة عسكرية لا يحملها أي فرد على قيد الحياة حاليا خاصة وأنها تُمنح فقط للقادة العسكريين المنتصرين في الحروب ويتم الاستعاضة عنها حاليا برتبة الجنرال (بالبولندية: Generał) المستحدثة والتي يرتدي حاملها شارة كتف بأربع نجوم ومُنحت مؤخرا لتسيسلاف بياتاس رئيس هيئة أركان القوات المسلحة البولندية الأسبق.
وفيما يلي جميع الشخصيات الذين حملوا رتبة مارشال بولندا على مدار التاريخ:
- 1920 - يوزف بيوسودسكي (1867 - 1935)
- 1922 - فرديناند فوش (1851 - 1929) (حمل رتبتي مارشال فرنسا وفيلد مارشال بريطانيا)
- 1936 - إدوارد ريدز سميغلي (1881 - 1941)

جنود جيش بولندا الشعبي (بالبولندية: Ludowe Wojsko Polskie) ممن حملوا رتبة مارشال بولندا:
- 1936 - ميخال رولا جيميرسكي (1890 - 1989)
- 1936 - قنسطنطين روكوسوفسكي (1896 - 1968) (حمل رتبة مارشال الاتحاد السوفيتي)
- 1963 - ماريان سبيخالسكي (1906 - 1980)

كما يذكر التاريخ تنازل فويتسيخ فيتولد ياروزلسكي رئيس بولندا الأول عن رتبة مارشال بولندا بالرغم من تشجيع زملائه لمصلحة ماريان سبيخالسكي.